# کوپیک لیک (نیویورک)
کوپیک لیک (به انگلیسی: Copake Lake) یک منطقهٔ مسکونی در ایالات متحده آمریکا است که در شهرستان کلمبیا، نیویورک واقع شده‌است. کوپیک لیک ۲۶٫۷ کیلومتر مربع مساحت و ۸۲۳ نفر جمعیت دارد و ۲۱۹ متر بالاتر از سطح دریا واقع شده‌است.